# Open du Portugal (golf)
Pour les articles homonymes, voir Open du Portugal.
L'Open du Portugal est un tournoi du Tour européen PGA créé en 1953. D'abord indépendant, il intègre le Tour européen PGA en 1973, pour la seconde saison de celui-ci. Organisé de 1953 à 2010, à l'exception des années 1954, 1965, 1980 et 1981, il est de nouveau au programme du Tour européen à partir de la saison 2017.

## Palmarès
| année                                             | Vainqueur                        | Nationalité     |
| ------------------------------------------------- | -------------------------------- | --------------- |
| pre-European Tour sanctioning                     |                                  |                 |
| 1953                                              | Eric Brown                       | Écosse          |
| 1954                                              | Angel Miguel                     | Espagne         |
| 1955                                              | Flory Van Donck                  | Belgique        |
| 1956                                              | Angel Miguel                     | Espagne         |
| 1957                                              | pas de tournoi                   | pas de tournoi  |
| 1958                                              | Peter Alliss                     | Angleterre      |
| 1959                                              | Sebastian Miguel                 | Espagne         |
| 1960                                              | Ken Bousfield                    | Angleterre      |
| 1961                                              | Ken Bousfield                    | Angleterre      |
| 1962                                              | Alfonso Angelini                 | Italie          |
| 1963                                              | Ramón Sota                       | Espagne         |
| 1964                                              | Angel Miguel                     | Espagne         |
| 1965                                              | pas de tournoi                   | pas de tournoi  |
| 1966                                              | Alfonso Angelini                 | Italie          |
| 1967                                              | Angel Gallardo                   | Espagne         |
| 1968                                              | Max Faulkner                     | Angleterre      |
| 1969                                              | Ramón Sota                       | Espagne         |
| 1970                                              | Ramón Sota                       | Espagne         |
| 1971                                              | Lionel Platts                    | Angleterre      |
| 1972                                              | German Garrido                   | Espagne         |
| Portuguese Open                                   |                                  |                 |
| 1973                                              | Jaime Benito                     | Espagne         |
| 1974                                              | Brian Huggett                    | Pays de Galles  |
| 1975                                              | Hal Underwood                    | États-Unis      |
| 1976                                              | Salvador Balbuena                | Espagne         |
| 1977                                              | Manuel Ramos                     | Espagne         |
| 1978                                              | Howard Clark                     | Angleterre      |
| 1979                                              | Brian Barnes                     | Écosse          |
| 1980-81                                           | Pas de tournoi                   | Pas de tournoi  |
| 1982                                              | Sam Torrance                     | Écosse          |
| 1983                                              | Sam Torrance                     | Écosse          |
| 1984                                              | Tony Johnstone                   | Zimbabwe        |
| 1985                                              | Warren Humphreys                 | Angleterre      |
| 1986                                              | Mark McNulty                     | Zimbabwe        |
| 1987                                              | Robert Lee                       | Angleterre      |
| 1988                                              | Mike Harwood                     | Australie       |
| Portuguese Open TPC                               |                                  |                 |
| 1989                                              | Colin Montgomerie                | Écosse          |
| 1990                                              | Michael McLean                   | Angleterre      |
| Portuguese Open                                   |                                  |                 |
| 1991                                              | Steven Richardson                | Angleterre      |
| 1992                                              | Ronan Rafferty                   | Irlande du Nord |
| 1993                                              | David Gilford                    | Angleterre      |
| 1994                                              | Phillip Price                    | Pays de Galles  |
| 1995                                              | Adam Hunter                      | Écosse          |
| 1996                                              | Wayne Riley                      | Australie       |
| 1997                                              | Michael Jonzon                   | Suède           |
| 1998                                              | Peter Mitchell                   | Angleterre      |
| Algarve Portuguese Open                           |                                  |                 |
| 1999                                              | Van Phillips                     | Angleterre      |
| 2000                                              | Gary Orr                         | Écosse          |
| Algarve Open de Portugal                          |                                  |                 |
| 2001                                              | Phillip Price                    | Pays de Galles  |
| 2002                                              | Carl Pettersson                  | Suède           |
| 2003                                              | Fredrik Jacobson                 | Suède           |
| Algarve Open de Portugal Caixa Geral de Depositos |                                  |                 |
| 2004                                              | Miguel Ángel Jiménez             | Espagne         |
| Estoril Open de Portugal Caixa Geral de Depositos |                                  |                 |
| 2005                                              | Paul Broadhurst                  | Angleterre      |
| Algarve Open de Portugal Caixa Geral de Depositos |                                  |                 |
| 2006                                              | Paul Broadhurst                  | Angleterre      |
| Estoril Open de Portugal                          |                                  |                 |
| 2007                                              | Pablo Martin-Benavides (amateur) | Espagne         |
| 2008                                              | Grégory Bourdy                   | France          |
| 2009                                              | Michael Hoey                     | Irlande du Nord |
| 2010                                              | Thomas Bjørn                     | Danemark        |
| 2011-2016                                         | Pas de tournoi                   |                 |
| 2017                                              | Matt Wallace                     | Angleterre      |